# Henri Mérimée
Henri Mérimée  (* 14. Januar 1878 in Toulouse; † 24. Oktober 1926 ebenda) war ein französischer Romanist, Hispanist  und Literaturwissenschaftler.

## Leben und Werk
Henri Mérimée,  Sohn von Ernest Mérimée, besuchte die École normale supérieure,  bestand 1902 die Agrégation, wurde Gymnasiallehrer in Rodez und Montauban und machte zwei längere Reisen nach Spanien. Ab 1906 lehrte er an der Universität Montpellier  als Maître de conférences, zuerst  für Latein, von 1908 bis 1914 für Spanisch. Er habilitierte sich mit den beiden Thèses L'art dramatique à Valencia depuis les origines jusqu'au commencement du XVIIe siècle (Toulouse 1913, spanisch Valencia 1985), sowie Spectacles et comédiens à Valencia 1580-1630 (Toulouse 1913, spanisch Valencia 2004) und wurde an der Universität Toulouse Nachfolger seines Vaters Ernest Mérimée, zuerst per Lehrauftrag, ab 1919 als ordentlicher Professor für Spanisch. Schon 1920 ging er jedoch zu seinem Vater an das Institut français en Espagne in Madrid und wurde 1924 sein Nachfolger in der Institutsleitung.

## Weitere Werke
- (Hrsg.) Gaspar Mercader, El Prado de Valencia, Toulouse 1907, spanisch Buñol 2000
- (Hrsg.) Guillén de Castro, El Ayo de su hijo, comédie inédite, in: Bulletin Hispanique 1909
- (Übersetzer) Ramon Menéndez Pidal, L'Épopée castillane à travers la littérature espagnole, Paris 1910
- (Hrsg. mit E. Vauthier) Théâtre espagnol. Tome I. Encina, Torres Naharro, Lope de Rueda, Lope de Vega, Paris 1925, 1956

## Belege
1. ↑  Institut d´Estudis Catalans : Bibliografia, Henri Mérimée (PDF; 3,6 MB), katalanisch, abgerufen am 6. April 2012

| Personendaten    | Personendaten                                                  |
| ---------------- | -------------------------------------------------------------- |
| NAME             | Mérimée, Henri                                                 |
| KURZBESCHREIBUNG | französischer Romanist, Hispanist und Literaturwissenschaftler |
| GEBURTSDATUM     | 14. Januar 1878                                                |
| GEBURTSORT       | Toulouse                                                       |
| STERBEDATUM      | 24. Oktober 1926                                               |
| STERBEORT        | Toulouse                                                       |